# Петтмес
Петтмес (нім. Pöttmes) — громада в Німеччині, знаходиться в землі Баварія. Підпорядковується адміністративному округу Швабія. Входить до складу району Айхах-Фрідберг. Центр об'єднання громад Петтмес.
Площа — 82,58 км2. Населення становить 6895 ос. (станом на 31 грудня 2020).